# Le Livre de Winnie l'ourson
Les Nouvelles Aventures de Winnie l'ourson Mes amis Tigrou et Winnie
Le Livre de Winnie l'ourson (The Book of Pooh) est une série télévisée d'animation avec marionnettes, basée sur les personnages de l'univers de Winnie l'ourson, développée par Playhouse Disney. Il a été diffusé sur Yoopa à partir de l'automne 2002.

## Synopsis
Winnie l’ourson et ses amis trouvent dans la chambre de Jean-Christophe un livre qui raconte leurs histoires

## Fiche technique
- Titre : The Book of Pooh
- Titre français : Le Livre de Winnie l'ourson
- Réalisation : Mitchell Kriegman, Dean Gordon
- Direction artistique : Chris Renaud
- Musique : Brian Woodbury, Andrew Wyatt, Mitchell Kriegman
- Producteur : Mitchell Kriegman
- Société de production : Shadow Projects, Sony Wonder, Buena Vista Television
- Date de sortie :
  - États-Unis : 22 janvier 2001

## Distribution

### Voix originales
- Paul Tiesler : Christopher Robin
- Jim Cummings : Pooh Bear et Tigrou
- John Fiedler : Piglet (voix parlée)
- Jeff Bennett : Porcinet (voix chantée)
- Ken Sansom : Rabbit
- Peter Cullen, Roger Jackson : Eeyore
- Andre Stojka : Owl
- Stephanie D'Abruzzo : Kessie
- Kath Soucie : Kanga
- Nikita Hopkins : Roo
- Roger L. Jackson : le narrateur
- Vicki Kenderes-Eibner : la mère de Jean-Christophe

### Voix françaises
- Roger Carel : Winnie l'ourson, Coco Lapin
- Patrick Préjean : Tigrou
- Hervé Rey : Porcinet
- Wahid Lamamra : Bourriquet
- Bernard Alane : Maître Hibou
- François Berland : le narrateur
- Chantal Macé : Cassie
- Isabelle Ganz : la mère de Jean-Christophe
- Paul Nivet : Jean-Christophe
- Céline Monsarrat : Maman Gourou
- Jean-Claude Donda : Winnie l'ourson (voix chantée)
- Michel Mella : Coco Lapin (voix chantée)

## Liste des épisodes
Bonne Saint-Valentin Bourriquet 